# ビルバオ空港
ビルバオ空港（びるばおくうこう、スペイン語: Aeropuerto de Bilbao, バスク語: Bilboko aireportua, (IATA: BIO, ICAO: LEBB)）は、スペイン・バスク州ビスカヤ県にある国際空港である。ビスカヤ県ロイウに所在し、ビルバオの北9kmの位置にある。バスク自治州とスペイン北部の最重要空港であり、2011年の旅客数は4,045,613人だった。2000年にはサンティアゴ・カラトラバのデザインによる新しいメインターミナルビルがオープンした。格安航空会社のブエリング航空の準ハブ空港である。2,000m(10/28)と2,600m(12/30)の2本の滑走路を備えている。所在地からソンディカ空港やロイウ空港と表記されることもある。

## 歴史
ビスカヤ県による航空分野の様々な実験の後、1927年10月には空港の立地場所の可能性を探る地方委員会が設立された。1936年までにはソンディカ（ビルバオ市街から北方向）に空港を建設することが認められたが、この場所には多くの欠点があった。ビルバオ市街は山地に囲まれており、人口が密集していない盆地をみつけなければならなかった。建設工事はスペイン内戦中に開始されたが、1937年6月までは軍事活動の拠点としてのみ空港が使用された。1938年には空港の発展の第2段階が開始された。議会は1936年当初の計画を変更して新規計画を立案する手続きを再開し、後に建設大臣によって承認された。1940年にはソンディカに民間空港を建設することが、地元組織との双方合意の上で決定された。建設工事はゆっくりと進行し、1948年9月19日、ついにビルバオ空港が開港し、アビアコ航空が昼間にビルバオ＝マドリード便を開設した。2年後にはビルバオ出身のパイロット（カルロス・アジャ）の名前が冠されたターミナルがオープンした。当時の空港は方向11/29で、1,440m×45mの長さのアスファルト舗装された滑走路を持ち、1500m×150mの別の滑走路も有した。誘導路、旅客ターミナル、管制塔、電波ビーコン、方向探知機はもちろん、警察署、郵便局、気象観測所、診療所、ガソリンスタンド、電話機などが備えられた。1955年には滑走路・エプロン・ターミナルに接続する誘導路が建設され、ハンガーも建設された。
1964年から1965年にかけて、計器着陸装置(ILS)と嵐を検出する気象無線設備が導入され、11/29の滑走路が2,000m（6,562ft）に、エプロンは12,000m2に拡張された。1975年には滑走路が舗装し直され、磁気偏角の変化に合わせて滑走路方向が10/28に変更された。1977年には駐車場が拡張されて空港アクセス道路が建設され、再び計器着陸装置が導入された。同年には方向12/30で2,600m（8,530ft）の滑走路が完成し、翌年には第1級のカテゴリーに分類された。周辺地域の人口密集の結果、空港に接近する飛行機が広大なデリオ墓地上空を飛ぶことがある。1980年代には滑走路12/30に計器着陸装置が導入され、通信センター、旅客ターミナル、駐車場が拡張されるとともに、消防施設や貨物ターミナルが建設された。1985年2月19日、マドリードからビルバオ空港を目指していたイベリア航空610便がオイス山北側斜面に墜落し、搭乗していた148人全員が死亡した。
1996年には高速離脱が可能な誘導路とエプロンが建設されたが、この建設作業にはリンデンが残留した被毒土壌を何トンも除去しなければならなかった。1999年にはより空港の中心に近い場所に新しい管制塔が建設され、空港管制が容易となった。2000年11月19日には北側ゾーンに新ターミナルがオープンし、新ターミナルは32,000m2の面積を持つ新ターミナルビル、3,000台分のスペースがある95,000m2の駐車場、新ターミナル用のエプロンで構成されている。新ターミナルはサンティアゴ・カラトラバによって設計され、外から見ると鳥が羽を広げた形に見えるため、「ラ・パロマ」（鳩）という名前がつけられた。しかしながらオープン以来、屋根からの水が地下駐車場にたまる、到着ロビーが吹きさらしであるなど多数の問題が発生し、2003年から2013年の10年間だけでも修理のために6500万ユーロが費やされた。
最大受け入れ人数を現行の2倍の年間800万人にするため、2009年2月にターミナルビル、施設、駐車場の拡張計画が発表された。1億1,400万ユーロをかけて2014年に完了予定である。

## 旅客数
ビルバオ空港の旅客数は安定して増加し、旧ターミナルが飽和状態となったため、数年前にリニューアルがなされたばかりだったものの1990年に廃止された。今日のビルバオはスペイン北部でもっとも重要な拠点であり、特にビルバオ・グッゲンハイム美術館の開館以来、観光客のビルバオへの関心が高まったこともあって、新ターミナルを利用する旅客は増加し続けている。ターミナルの年間最大受け入れ人数は約450万人に設計されており、旅客数が増加して2007年には最大容量に近づいていたが、2008年の世界金融危機の影響で2009年初頭には状況が暗転し、1月には前年度に比べて24%も旅客数が減少した。

## 就航会社と就航地
| 航空会社                                                          | 就航地 |
| ----------------------------------------------------------------- | --- |
| エアリンガス                                                      | 季節運航: ダブリン |
| エア・ヨーロッパ                                                  | フエルテベントゥーラ, グラン・カナリア, ランサローテ, マドリード, テネリフェ・ノルテ |
| エール・フランス オップ!による運航                                | パリ＝シャルル・ド・ゴール |
| アリタリア航空                                                    | ローマ＝フィウミチーノ |
| ブリュッセル航空                                                  | ブリュッセル |
| イージージェット                                                  | リスボン（2014年9月14日撤退）, ロンドン＝スタンステッド, マンチェスター |
| イージージェット・スイスランド                                    | 季節運航: ジュネーヴ |
| ジャーマンウイングス                                              | 季節運航: シュトゥットガルト |
| ジャーマンウイングス ユーロウイングスによる運航                   | デュッセルドルフ |
| イベリア航空                                                      | マドリード |
| イベリア航空 エア・ノストラムによる運航                           | アリカンテ, パルマ・デ・マヨルカ, サンティアゴ・デ・コンポステーラ, セビリア, バレンシア, ビーゴ |
| KLMオランダ航空 KLMシティホッパーによる運航                       | 季節運航: アムステルダム（2014年5月26日就航） |
| ルフトハンザドイツ航空                                            | フランクフルト, ミュンヘン |
| ルフトハンザ・リージョナル ルフトハンザ・シティーラインによる運航 | ミュンヘン |
| ノルウェー・エアシャトル                                          | 季節運航: オスロ |
| TAP ポルトガル航空 ポルトガリア航空による運航                     | リスボン |
| ターキッシュ・エアラインズ                                        | イスタンブール＝アタテュルク |
| ボロテア                                                          | 季節運航: ヴェネツィア |
| ブエリング航空                                                    | ア・コルーニャ, アリカンテ, アムステルダム, バルセロナ＝エル・プラット, グラン・カナリア, ランサローテ, ロンドン＝ヒースロー, マラガ, パリ＝オルリー, セビリア, テネリフェ・ノルテ 季節運航: アテネ, ベルリン＝テーゲル, ブカレスト, フエルテベントゥーラ, イビサ, メノルカ, ミラノ＝マルペンサ, パルマ・デ・マヨルカ, サントリーニ, ヴェネツィア |

### 就航地図
凡例:

 通年運航
 季節運航 
 新規就航

## 統計
|                   |
| 2014年2月23日更新 |

| 年                    | 旅客数    | 年変動率 | 発着便数 | 貨物（トン） |
| --------------------- | --------- | -------- | -------- | ------------ |
| 2000                  | 2,556,373 | 013.5%   | 45,506   | 4,038        |
| 2001                  | 2,491,770 | 02.5%    | 44,166   | 3,674        |
| 2002                  | 2,463,698 | 01.1%    | 39,832   | 3,699        |
| 2003                  | 2,850,524 | 015.7%   | 44,009   | 3,813        |
| 2004                  | 3.395,773 | 019.1%   | 50,361   | 4,152        |
| 2005                  | 3,843,953 | 013.2%   | 56,285   | 3,956        |
| 2006                  | 3,876,072 | 00.8%    | 58,574   | 3,417        |
| 2007                  | 4,286,751 | 010.6%   | 63,076   | 3,230        |
| 2008                  | 4,172,903 | 02.7%    | 61,682   | 3,178        |
| 2009                  | 3,654,957 | 012.4%   | 54,148   | 2,691        |
| 2010                  | 3,888,969 | 06.4%    | 54,119   | 2,547        |
| 2011                  | 4,045,613 | 04.0%    | 54,432   | 2,633        |
| 2012                  | 4,171,092 | 03.1%    | 50,030   | 2,663        |
| 2013                  | 3,800,789 | 08.9%    | 42,683   | 2,536        |
| 出典: Aena Statistics |           |          |          |              |

### 航空会社別乗客数
| 順位                  | 航空会社               | 旅客数    | 占有率 | 年変動率 |
| --------------------- | ---------------------- | --------- | ------ | -------- |
| 1                     | ブエリング航空         | 1,327,209 | 34.92  | 7.16     |
| 2                     | ルフトハンザドイツ航空 | 478,850   | 12.60  | 6.22     |
| 3                     | エア・ヨーロッパ       | 431,121   | 11.34  | 41.98    |
| 4                     | イベリア航空           | 406,740   | 10.70  | 22.95    |
| 5                     | イージージェット       | 222,377   | 5.85   | 42.88    |
| 6                     | エア・ノストラム       | 17,7421   | 4.67   | 26.40    |
| 7                     | エール・フランス       | 171,781   | 4.52   | 10.51    |
| 8                     | エア・ベルリン         | 104,830   | 2.76   | 5.53     |
| 9                     | ブリュッセル航空       | 92,445    | 2.43   | 0.61     |
| 10                    | ライアンエアー         | 85,314    | 2.24   | 68.14    |
| 出典: Aena Statistics |                        |           |        |          |

### 就航地別旅客数
| 順位                  | 都市                       | 旅客数(2013) | 占有率 | 年変動率 |
| --------------------- | -------------------------- | ------------ | ------ | -------- |
| 1                     | マドリード＝バラハス       | 606,514      | 15.96  | 27.45    |
| 2                     | バルセロナ＝エル・プラット | 508,759      | 13.39  | 16.84    |
| 3                     | フランクフルト             | 222,529      | 5.85   | 9.06     |
| 4                     | ミュンヘン                 | 209,876      | 5.52   | 8.35     |
| 5                     | パリ＝シャルル・ド・ゴール | 171,781      | 4.52   | 10.51    |
| 6                     | マラガ                     | 164,042      | 4.32   | 1.04     |
| 7                     | パルマ・デ・マヨルカ       | 163,498      | 4.31   | 0.68     |
| 8                     | セビリア                   | 153,188      | 4.03   | 32.76    |
| 9                     | ロンドン＝スタンステッド   | 142,661      | 3.75   | 7.73     |
| 10                    | ランサローテ               | 130,744      | 3.44   | 9.55     |
| 出典: Aena Statistics |                            |              |        |          |

## アクセス
- バス

ビスカイバス
ビスカイバスの3247番系統が空港とビルバオ市内中心部のモジュア広場や市内のバスターミナルを結んでいる。ビルバオ市内から空港に向かう便は5:25から21:55まで、空港からビルバオ市内に向かう便は6:15から24:00まで運行されている。通常の間隔は30分おきだが、3月16日から10月31日までは20分おきである。乗車時間は15-20分である。
ルラルデバス
ギプスコア県サン・セバスティアンまでPESAがバスを運行している。7:45から23:45まで1時間おきに運行されており、乗車時間は約75分である。途中の停留所はサラウツのみであり、サラウツでバスク鉄道に接続している。
- メトロ（計画段階）

メトロ・ビルバオが空港とビルバオ中心部を結ぶ路線の建設を計画している。

## 事故
1985年2月19日、マドリードからビルバオ空港を目指していたイベリア航空610便がオイス山に墜落し、搭乗していた148人全員が死亡した。